# 印刷工芸高等学校
印刷工芸高等学校（いんさつこうげいこうとうがっこう）は、かつて東京都文京区小石川四丁目に存在した私立定時制工業高等学校。1897年に開設された博文館印刷工場（後の共同印刷株式会社）が設置した徒弟学校を源流とし、1948年に新制高等学校となったが、1980年に閉校した。ただし、教育機能は後身の日本プリンティングアカデミー（専修学校）に継承されている。
廃校直前の1979年度の生徒数は、男子8名であった。

## 概要
同校は企業内高校であり、生徒は共同印刷株式会社における勤労高校生という位置づけであった。

## 沿革
- 1897年 - 共同印刷の前身である博文館印刷工場が開設される[2]。
- 1908年11月 - 博文館印刷所が徒弟学校を設立する[3]。
- 1915年3月30日 - 徒弟学校が廃止される[4]。
- 1922年2月 - 精美堂工場内に精美堂印刷学校が設立される[5]。
- 1935年4月1日 - 精美堂印刷学校を私立印刷青年学校に改称する[6]。
- 1937年11月1日 - 私立共同印刷実務青年学校が開校する[7]。
- 1948年3月31日 - 私立印刷青年学校を印刷工芸高等学校に改組する[8]。
- 1951年3月31日 - 設置者を従来の財団法人から学校法人印刷工芸高等学校に改組する[9]。
- 1978年4月1日 - 高等学校の募集を停止し、替わって日本プリンティングアカデミーを開校する[10]。
- 1980年 - 閉校[注 1]。

## 所在地
- 東京都文京区小石川四丁目13番2号[1]